# Heinrich Ludwig von Schimmelmann

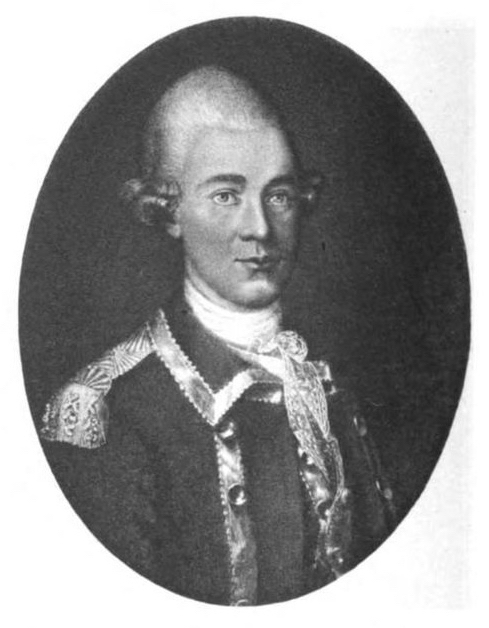
Heinrich Ludwig von Schimmelmann

Heinrich Ludwig Ernst von Schimmelmann (* 10. September 1743 in Groß Luckow; † 4. Dezember 1793 in Kopenhagen) war Generalgouverneur von Dänisch-Westindien.

## Leben
Heinrich Ludwig Schimmelmann war der zweite Sohn des Jacob Schimmelmann, Pastor in Groß Luckow bei Pasewalk, und dessen Frau Margarethe Sabine Neye. Seine Jugendzeit verbrachte er im Haus seines Onkels Heinrich Carl von Schimmelmann in Hamburg. 1765 ging er nach Kopenhagen, wo er als Buchhalter für seinen Onkel arbeitete. Dieser sandte ihn 1768 als Verwalter seiner Besitzungen nach Dänisch-Westindien, wo er vier Plantagen und 1000 Sklaven besaß. 1769 wurde er Ratsmitglied auf Saint Croix, 1771 Mitglied des Regierungsrates und Justizrat. In den Jahren 1772 und 1773 hielt er sich zusammen mit dem Gouverneur Peter Clausen in Kopenhagen auf. 1773 wurde er Interims-Gouverneur bis zur Ankunft von Gouverneur Clausen. Zeitweilig war er auch Kommandant von Sankt Thomas und Sankt Jan im Rang eines Oberstleutnants. 1776 wurde er zum Oberst befördert. 1780 wurde er in den dänischen Adelsstand erhoben. Seine Ernennung zum Vizegouverneur erfolgte 1781. 1785 wurde er Generalgouverneur von Dänisch-Westindien im Rang eines Generalmajors. 1789 wurde er pensioniert.
Er war seit 1774 mit Henriette Cathrine Schäffer von Lexmond (* 1741 in Utrecht; † 1816 in Odense) verheiratet, einer Tochter des niederländischen Generalgouverneurs der Kapkolonie Lexmond und Witwe des Thomas Vilhelm Schäffer, Justizrat und Gerichtsvollzieher auf Sankt Thomas. Ihr gemeinsamer Sohn Ernst Karl Heinrich von Schimmelmann (1781–1866) wurde preußischer Oberforstmeister in Letzlingen. Die Tochter Karoline Adelheid Luise (* 10. Mai 1778; † 3. Februar 1853) heiratete den sächsischen Gesandten Friedrich Adam Senfft von Pilsach (* 18. Februar 1763; † 1. März 1838). Ein weiterer Sohn  Carl Heinrich Jacob (1776–1780) starb jung.